# Sonia Pelletier-Gautier
Œuvres principales
- Les Dilemmes de l’Inquisiteur (2008)
- Pierre ou le Souffle d’une Vie (2009-2010)
- Rome 1215 (2015)
- Le Parchemin Maudit (2016)
- Au nom de Luther (2017)

Compléments
- Réalisation de films documentaires
- Travail avec des dessinateurs de presse internationaux

Sonia Pelletier-Gautier, née le 21 septembre 1958 à Guebwiller (Haut-Rhin, est une romancière et historienne française, qui a aussi réalisé des films documentaires.

## Biographie

### Formation
Elle a poursuivi ses études universitaires à Mulhouse (1976-1978), puis à Strasbourg (1978-1985) où elle a obtenu une maîtrise d'histoire en 1985.

### Historienne
Les recherches historiques (notamment archivistiques) de Sonia Pelletier-Gautier portent sur le Moyen Âge. Son directeur de recherches (notamment pour lui faire lire ses manuscrits), fut le professeur Francis Rapp, médiéviste et membre de l'Institut de France (Académie des Inscriptions et Belles Lettres), qu'elle consultait jusqu'à la mort de ce dernier.
Son mémoire de maîtrise a été primé et publié en 1988 (voir plus bas). Professeur d'histoire-géographie depuis 1983, elle a également effectué des fouilles archéologiques en Alsace de 1978 à 1983, sous l’égide des Bâtiments de France et participé à la création du nouveau musée de la ville de Guebwiller en 1984.
Elle a écrit de nombreux articles historiques, dans des revues spécialisées ou de vulgarisation, comme « L'Inquisition face aux sorcières : un tournant dans la chasse aux sorcières », Histoire et Images Médiévales (HIM) no 24, février-mars 2009.

### Écrivain
Son premier roman, Les Dilemmes de l'Inquisiteur (publié sous forme de trilogie) a obtenu en 2009 le Grand Prix de l’Académie des Sciences, Lettres et Arts d’Alsace.
Le premier tome (Étienne ou la Tourmente parisienne) de sa deuxième trilogie a été sélectionné en 2010 pour le Prix des Romancières (présidente : Jacqueline Monsigny).
Les Éditions du Cerf (Paris), après avoir pris connaissance des "Dilemmes de l'Inquisiteur", lui ont fait la commande d'un roman, Rome 1215, paru en mai 2015. Elles entament actuellement avec l'auteur une série d'enquêtes menées par un personnage récurrent, Gérard Machet, confesseur du roi Charles VII au XVe siècle : le premier roman du cycle s'intitule Le Parchemin maudit, paru en juin 2016.
Sonia Pelletier-Gautier a également été conviée par les professeurs de littérature comparée de la Sorbonne, Anne Ducrey et Tatiana Victoroff, à participer à un colloque littéraire en 2013 (Renaissances du Mystère en Europe, fin XIXe siècle – début XXIe siècle), dont les Actes ont été publiés en 2015 : (article de Sonia Pelletier-Gautier : Le roman : une nouvelle forme pour le Mystère ? - Témoignage d'un écrivain contemporain, p. 381-388).
Dans ses romans, Sonia Pelletier-Gautier, influencée par le travail qu'elle a effectué avec des dessinateurs de presse internationaux, a toujours recours à un artiste : le peintre Jean dans les Dilemmes de l'inquisiteur, curieux mélange entre le dessinateur Plantu et le célèbre peintre Hans Burgkmair (1473 - 1531) ; le peintre du Saint Empire germanique Konrad Witz (v. 1400 - 1445/46) dans Pierre ou le Souffle d'une Vie ; l'enlumineur anglais Matthieu Paris (v. 1200-1259) dans Rome 1215.

## Publications

### Ouvrages d'histoire
- 1988 : L’Église et la vie religieuse à Guebwiller à la fin du Moyen Âge, mémoire de maîtrise primé par le Conseil général du Haut-Rhin et publié par la Société savante des Régions d’Alsace et des Régions de l’Est, Colmar.

### Ouvrages collectifs
- 1994 : Chronique des dominicains de Guebwiller, Société d’Histoire et du Musée du Florival, « Les dominicains de Guebwiller et leur histoire », p. 17-26, Art Réal.
- 1996 : Dominicains et dominicaines en Alsace, Actes du colloque international qui s'est tenu du 8 au 9 avril 1994, « Floraison dominicaine dans la deuxième moitié du XVe siècle à Guebwiller », p. 53-61, Éditions d’Alsace.

### Romans
- 2008 : Les Dilemmes de l’Inquisiteur, préface d'Eric de Clermont-Tonnerre, ancien président du Directoire des éditions du Cerf, Éditions du Pierregord, 2008 (Grand Prix de l’Académie des Sciences, Lettres et Arts d’Alsace 2009).

1. Le Soufre et l’Encens, septembre 2008.
2. L’Inquisiteur et la Sorcière, septembre 2008.
3. Le Brasier de l’Imparfaite, septembre 2008.

- 2009-2010 : Pierre ou le Souffle d’une Vie, préface de Francis Rapp, membre de l’Institut, éditions du Pierregord, 2009-2010. http://www.historia.fr/mensuel/760/la-rive-gauche-de-la-seine-sous-charles-vii-01-04-2010-52453

1. Étienne ou la Tourmente parisienne, août 2009 (sélectionné en 2010 pour le Prix des Romancières, présidé par Jacqueline Monsigny).
2. Thierry ou le Tourbillon de la Débauche, oct. 2009.
3. Gaspard ou le Vent de l’Esprit, avril 2010.

- 2015 : Rome 1215 : le comte, le pape et le Prêcheur, Éditions du Cerf (sélectionné en 2016 pour le Prix Terres des Templiers du roman médiéval présidé par Romain Sardou). Traduction italienne : Roma 1215. Il papa il conte e il predicatore, EDI, décembre 2015.
- 2016 : Le Parchemin Maudit, Éditions du Cerf.
- 2017 : Au nom de Luther, Éditions du Cerf.

## Films documentaires
- 1996 : Participation à un film du CRDP de Strasbourg : Plantu : Le dessin de presse[7].
- 2004 : Une journée particulière à l’INSERR, 2004, à la demande de l’INSERR (Institut national de sécurité routière et de recherches à Nevers) pour la venue du ministre Gilles de Robien (voir sur place)[8].
- 2004 : Je m’attends au pire, à la demande de l’INSERR (Institut national de sécurité routière et de recherches) pour le départ du directeur de l’INSERR, Jean-Baptiste Bouzigues[9].
- 2006 : L’État, fou du volant, résultat d'un projet pédagogique sur la sécurité routière et les institutions françaises, en partenariat avec le dessinateur Jean Plantu, le conseiller au ministère des Transports Jean-Baptiste Bouzigues, le chef de cabinet de Lionel Jospin à Matignon Henry Pradeaux et le secrétaire général du Conseil Constitutionnel Jean-Eric Schoettl[10].

## Sources
- Interview de Sonia Pelletier-Gautier : http://leseditionsducerf.tumblr.com/post/122249020712/rome-1215-5-questions-a-sonia-gautier.
- Historia no 760 (avril 2010) critique la deuxième trilogie de Sonia Pelletier-Gautier : http://www.historia.fr/mensuel/760/la-rive-gauche-de-la-seine-sous-charles-vii-01-04-2010-52453
- Le Magazine littéraire, 20 avril 2010, rend compte du choix fait par le jury du Prix des Romancières du roman Étienne ou la Tourmente parisienne. http://www.magazine-litteraire.com/actualite/breve/jury-du-prix-romancieres-rendu-sa-selection-20-04-2010-34316
- Orlane Glises de la Rivière : L'inquisiteur mis en scène à travers deux romans contemporains : La Tunique d'infamie de Michel del Castillo et Les Dilemmes de l'inquisiteur de Sonia Pelletier-Gautier, master 2 Littérature française et comparée, soutenu à l'Université de Strasbourg en 2013 (à consulter sur place).
- Forum Carolus - laboratoire d'idées européen ("think tank"), dirigé par Henri de Grossouvre, critique la première trilogie de Sonia Pelletier-Gautier : http://apres-le-non.forum-carolus.org/archive/2009/09/07/les-dilemmes-de-l-inquisiteur-par-sonia-pelletier-gautier.html
- Pierre Guelff, journaliste et chroniqueur radio, critique Les Dilemmes de l'Inquisiteur: http://www.frequenceterre.com/2013/06/27/linquisiteur-et-la-sorciere-de-sonia-pelletier-ed-du-pierregord/